# Rotaovula
Rotaovula is een geslacht van weekdieren uit de klasse van de Gastropoda (slakken).

## Soorten
- Rotaovula hirohitoi Cate & Azuma in Cate, 1973
- Rotaovula septemmacula (Azuma, 1974)